# Ammotrack
Ammotrack är en svensk hårdrocksgrupp från Skövde som bildades 2004. Bandet består av Mikael de Bruin, Jonas Jeppsson, Anders Franssohn och Sebastian Nero. De har varit ett förband till Hardcore Superstar. Tidigare medlem har varit Patrik Gardberg som ersattes Sebastian Nero. De har släppt två album, Ammotrack (2008) och Come die with us (2011), en tredje planeras för 2014.[uppföljning saknas]  De blev inspirerade av Ralf Gyllenhammar i Melodifestivalen 2013 och sökte till Melodifestivalen 2014 där de gick till Andra Chansen från den fjärde deltävlingen.

## Diskografi

### Album
- Ammotrack (2008)
- Come die with us (2011)
- Raise Your Hands (2014)
- Accelerate (2023)